# Fendente
Il fendente è un colpo schermistico tipico della sciabola portato dall'alto verso il basso con il pugno (posizione della mano) in terza (pollice verso l'alto e dorso della mano verso l'esterno). 
In particolare è un colpo inseribile all'interno dei colpi di molinello e deriva da un'azione di svincolo della propria lama da un legamento (presa del ferro avversario) di terza o di quarta dell'avversario.
Il fendente è assimilabile al colpo di coupé usato nel fioretto.